# Лейтон, Фредерик
О меценате см. Лейтон, Фредерик (предприниматель)
Фре́дерик Ле́йтон, 1-й барон Лейтон (англ. Frederic Leighton, 1st Baron Leighton, 3 декабря 1830 — 25 января 1896) — английский живописец, яркий представитель викторианского академизма (салонного искусства), в некоторых отношениях близкий к прерафаэлитам.

## Биография
Фредерик Лейтон родился 3 декабря 1830 года в Скарборо, графство Северный Йоркшир. Его отец, Эдвард Лейтон, преподавал медицину, а дед был придворным врачом российского императора Александра I.
Лейтон начал рисовать в девять лет, поправляясь после скарлатины. В 1842 году он (прибавив себе несколько лет) поступил в берлинскую Академию художеств. Уже через три года его приняли в Академию художеств во Флоренции.
Серьёзно писать Фредерик Лейтон начал во Франкфурте в 1846 году. Здесь он поступил в местный институт культуры. Через два года Лейтон покидает Франкфурт, в связи с революционными волнениями и переезжает в Париж.
В 1850 году он вместе с семьёй вновь оказался во Франкфурте и смог окончить учёбу. В Германии Лейтон приступил к работе над первыми масштабными полотнами (сюжеты, взятые из жизненных сцен итальянского живописца Чимабуэ, жившего во второй половине XIII столетия). Подобный выбор был характерен для художника, воспитанного в традициях классической школы.
Чтобы лучше проникнуться творчеством великих итальянских живописцев, Лейтон в 1852 году принял первое в своей жизни самостоятельное (одиночное) путешествие. В ноябре того же года он был уже в Риме, где с головой окунулся в вихрь светских удовольствий. Руководительницей Лейтона в его похождениях стала Аделаида Сарторис, известная оперная певица.
Салон Аделаиды Сарторис открыл возможность молодому живописцу познакомиться со многими замечательными людьми своего времени, в том числе с Уильямом Теккереем. Особенно тесные дружеские отношения завязались у него с супругами Браунинг, а также с ведущими французскими академическими живописцами того времени, Жаном-Леоном Жеромом и Вильямом Бугро. Впоследствии, Лейтон создал серию иллюстраций к поэме Элизабет Барретт Браунинг, а после её смерти спроектировал надгробие на её могиле. Тесные, творческие и личные, отношения поддерживал художник со своими натурщицами Конни Гилкрист и Дороти Дин.
В 1855 году он завершил работу над своей «Мадонной Чимабуэ» и отослал её в Лондон, на выставку Королевской Академии. Картина заполучила огромный успех и была приобретена королевой Викторией за 600 гиней. О художнике заговорили в аристократических кругах Англии.
В 1855 Лейтон так же посещает Всемирную выставку в Париже и остаётся в городе на последующие три года (с перерывами), где совершенствовал своё мастерство. В 1857 году он едет в Алжир. С этой поездки началось его увлечение восточной культурой, мотивы которой впоследствии художник часто использовал в своих живописных полотнах. В дальнейшем мастер побывал в Сирии, Египте и Турции.
В 1859 году Лейтон уже в Лондоне, принц Уэльский приобрёл в этом же году его картину, после чего наследник престола стал не только дальнейшим покровителем живописца, но и его верным другом. В 1859 году художник вступил в 20-й Добровольческий стрелковый корпус Миддлсекса, больше известный как «Стрелковый корпус художников» и принимал самое активное участие в жизни своего подразделения. В 1880 году Лейтону присвоили звание полковника.
Уже в начале 1860-х годов его ежегодный доход составлял около 4000 фунтов стерлингов. В 1864 году положение Лейтона ещё более упрочилось — он стал членом Королевской академии художеств. К этому году для художника был построен роскошный особняк с мастерской в Кенсингтоне, на Холленд-Парк-роуд столицы Британии. А в 1869 году Лейтона назначили инспектором художественных школ при Королевской Академии. Крупнейшим произведением, созданным живописцем в этом году, стали две фрески «по индустриальным мотивам».
1878 год принёс Лейтону новые почести и обязанности. Его избрали президентом Королевской академии и наградили французским орденом Почётного легиона. Тогда же ему был присвоен дворянский титул. В 1880 году правительство Италии предложило мастеру прислать свой автопортрет для уникальной коллекции автопортретов знаменитых живописцев, которая хранится в галерее Уффици. А в 1896 году, перед самой смертью, Лейтон первым из британских художников удостоился барона.
25 января 1896 года Лейтон скончался. Гроб с телом мастера выставили в Королевской академии, а 3 февраля Лейтона со всеми почестями похоронили в лондонском соборе Св. Павла.
- Рыбак и сирена (1858)
- Давид (1865)
- Автопортрет в молодые годы
- Сад Гесперид (1892)
- Актея, нимфа берега или Нимфа на берегу (1868)
- За чтением (1877)
- Золотые мгновения (1864)
- Автопортрет (1880)
- Примирение Монтекки и Капулетти над мёртвыми телами Ромео и Джульеты (1855)
- Побережье Эгины (1867)
- Купание Психеи (1894)
- Медовый месяц живописца (1864)
- Антигона
- Песни без слов (1860—1861)
- Портрет римлянки (1859)
- Акме и Септимус (1868)
- Маленькая Фатима (1875)
- Дафнефория (1874—1876)
- Урок музыки (1874—1876)
- Вифлеемская звезда
- Елисей, воскрешающий сына суннамитянина
- Воспарение духа (Дух вершины) (1890)
- Мудрые и безрассудные девы (1862—1864)
- «И море вернуло мёртвых» (1892)
- Геракл борется со смертью за тело Алкесты (1871)
- Мадонна Чимабуэ, которую несёт процессия по улицам Флоренции (1855)
- Пылающий июнь (1895)
- Голова девушки (1886)
- Воспоминания (1883)
- Смерть Брунеллески (1852)
- Андромаха в плену (1888)
- Звезда гарема (1880)
- Персей и Андромеда (1891)
- Вакханка
- Персей, спасающий Андромеду (1896)
- Купальщица (1880)
- Дедал и Икар (1869)
- Идиллия (1881)
- Возвращение Персефоны (1890—1891)
- Греческие девы, собирающие морские камешки (1871)
- Девушка со светлыми волосами (1895)
- Мать и дитя (1865)
- Павония (1859)
- Феба
- Летний полдень
- Урок музыки (1877)

- Пылающий июнь (1895)
- В саду Гесперид (1892)
- Дедал и Икар (1869)